# Островец-Свентокшиски (футбольный клуб)
КСЗО «Островец-Свентокшиски» (пол. Klub Sportowy Zakładów Ostrowieckich Ostrowiec Świętokrzyski) — польский футбольный клуб, выступающий в Третьей лиге.

## Истоки
Футбольная история города до создания команды представлена многими командами. Однако все из них, за исключением «Островии» просуществовали недолго. В 1928 г. было выдвинуто предложение о создании мощной спортивной организации, которая объединила бы всех энтузиастов и могла бы достойно представлять город. В июне 1929 г. был сформирован КСЗО. Тем не менее, официальной датой основания считается 11 августа того же года, так как именно тогда были организованы первые спортивные мероприятия.
В 1949—1956 гг. клуб носил название «Сталь». В течение трёх сезонов (1997/98 и 2001—2003) команда выступала в Экстраклассе.

## Статистика выступлений в Экстраклассе
- Первый матч: 9 августа 1997, КСЗО — «Лех» (Познань), 0:0
- Первая победа: 31 августа 1997, КСЗО — «Одра» (Водзислав-Слёнски), 3:1 (3:0)
- Самая крупная победа: 25 августа 2001, КСЗО — «Видзев» (Лодзь), 3:0 (3:0)
- Самое крупное поражение: 12 апреля 2003, «Легия» (Варшава) — КСЗО, 6:0 (3:0)
- Всего сезонов в высшей лиге: 3
- Достижения:

Тринадцатое место в сезоне 2001/02

## Текущий состав
| №  |              | Поз. | Имя                | Год рождения |
| -- | ------------ | ---- | ------------------ | ------------ |
| 1  | Флаг Польши  | Вр   | Станислав Вежгач   | 1985         |
| 4  | Флаг Польши  | Защ  | Михал Стахурский   | 1988         |
| 5  | Флаг Польши  | ПЗ   | Матеуш Ягелло      | 1995         |
| 6  | Флаг Польши  | Защ  | Камиль Солтыкевич  | 1995         |
| 7  | Флаг Польши  | ПЗ   | Матеуш Мянований   | 1990         |
| 8  | Флаг Польши  | Нап  | Камиль Дзядович    | 1990         |
| 9  | Флаг Польши  | Нап  | Адриан Генбальский | 1989         |
| 10 | Флаг Польши  | Нап  | Камиль Белчовский  | 1996         |
| 11 | Флаг Польши  | Нап  | Лукаш Ямроз        | 1990         |
| 12 | Флаг Украины | Вр   | Алексей Шрам       | 1987         |
| 13 | Флаг Польши  | Защ  | Марцин Грунт       | 1986         |

| №  |             | Поз. | Имя                 | Год рождения |
| -- | ----------- | ---- | ------------------- | ------------ |
| 14 | Флаг Польши | Защ  | Дариуш Петрасяк     | 1980         |
| 15 | Флаг Польши | ПЗ   | Дамиан Ногай        | 1990         |
| 16 | Флаг Польши | ПЗ   | Томаш Персона       | 1988         |
| 17 | Флаг Польши | ПЗ   | Радослав Миколаек   | 1986         |
| 18 | Флаг Польши | ПЗ   | Павел Чайковский    | 1995         |
| 19 | Флаг Польши | ПЗ   | Матеуш Монка        | 1992         |
| 21 | Флаг Польши | ПЗ   | Мирослав Калиста    | 1992         |
| 22 | Флаг Польши | Защ  | Клаудиуш Латковский | 1985         |
| 25 | Флаг Польши | ПЗ   | Якуб Капса          | 1991         |
| 26 | Флаг Польши | Защ  | Дамиан Менжик       | 1996         |

## Водное поло
В 1932 году при клубе была создана секция водного поло. В 1936 году ватерполисты вышли в Первую лигу. Девять раз команда выигрывала чемпионат Польши (1946, 1948, 1972, 1973, 1994, 1995, 1997, 1998, 2001), четырежды — молодёжный чемпионат Польши (1985, 1986, 1993, 1994).